# География Нигерии
Ниге́рия — страна в Западной Африке.

## Размеры и границы
|  |
|  |
|  |

Нигерия занимает территорию 923 769 км², являясь 32-й страной в мире и 14-й в Африке по территории. Общая длина государственной границы составляет 4047 км: на западе Нигерия граничит с Бенином — (773 км), на севере — с Нигером (1497 км), на северо-востоке — с Чадом (87 км), на востоке — с Камеруном (1690 км); линия побережья составляет 853 км.

## Рельеф
Большую часть страны занимает низкое цокольное плато (высота около 600 метров над уровнем моря). Река Нигер и его приток Бенуэ как бы делят Нигерию на две части. От океана территория страны отделена узким поясом прибрежных болот. Ширина этого пояса обычно не превышает 16 км, за исключением дельты Нигера, где она достигает 97 км. Севернее Приморской равнины территория страны переходит в невысокое плоскогорье — плато Йоруба к западу от реки Нигер и плато Уди — к востоку. Далее располагается Северное плоскогорье, высота которого меняется от 400—600 м до более 1000 м. Наиболее высокой является центральная часть плоскогорья — плато Джос, высшая точка которого — гора Шере (1735 м). На северо-западе Северное плоскогорье переходит в равнину Сокото, на северо-востоке — в равнину Борно.
Вблизи границы с Камеруном находится высшая точка страны — гора Чаппал-Вадди (2419 метров).

## Климат
Климат Нигерии — экваториальный, муссонный и субэкваториальный, с высокой влажностью. На территории Нигерии четко прослеживаются две климатические зоны. Вдоль побережья климат жаркий и очень влажный в течение всего года. На Приморской равнине средняя дневная температура самого теплого месяца  достигает +32 °C (март), а самого прохладного  – не опускается ниже +24 °C (август). На севере страны температура значительно меняется в зависимости от времени года, влажность становится меньше. Среднегодовые температуры превышают + 25 °С.

## Растительность
Мангровые и пресноводные заболоченные леса преобладают на побережье, но далее сменяются полосой густого тропического леса, в котором основными древесными породами являются кайя (красное дерево), хлорофора высокая и триплохитон твердосмолый. Масличная пальма встречается в диком состоянии во влажном тропическом лесу, в густозаселенных районах кустарниковые заросли этой пальмы вытеснили лес. В более северных районах лес изреживается и сменяется высокотравьем. Это и есть гвинейская саванна, в которой растут такие деревья, как баобаб, лжеакация и тамаринд. Более открытые саванны встречаются к северу от линии, обозначающей северный предел выращивания корнеплодов, а на крайнем северо-востоке преобладают пустынные ландшафты. Там обычны акация (источник гуммиарабика) и мимоза.

## Гидрология

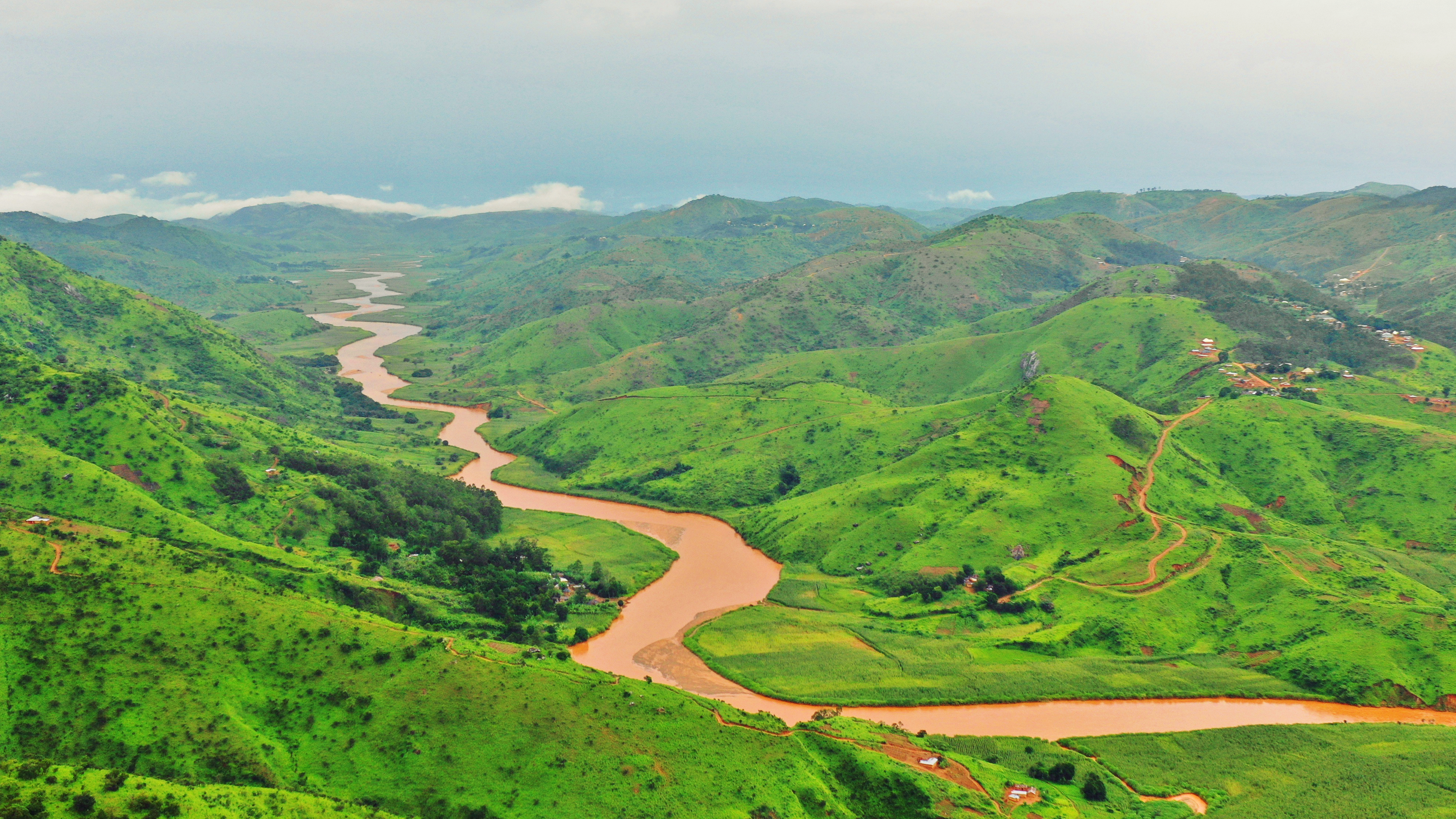
Река в Нигерии

Для Нигерии характерна высокая густота речной сети, особенно на приморской равнине и плато Джос. Наиболее крупные реки — Нигер (с притоками Бенуэ, Кадуна, Сокото), Кросс, Ошун, Огун (относятся к бассейну Гвинейского залива). К бассейну озера Чад относятся река Комадугу-Йобе и маловодные реки, сильно мелеющие (вплоть до пересыхания) в сухой сезон. В долинах рек распространены мелководные водоёмы (фадама), затапливаемые во влажный сезон. Озеро Чад — одно из важнейших водно-болотных угодий страны.

## Животный мир
Животный мир Нигерии — один из самых богатых в Африке. Насчитывается свыше 270 видов млекопитающих (из них 27, в том числе равнинная горилла, шимпанзе, чёрный носорог, жираф, карликовый бегемот, находятся под угрозой исчезновения), известно 983 вида птиц (страусы, древесные утки, мухоловки, кустарниковые сорокопуты, турачи, качурки, личинкоеды, марабу, олуши и др.). Из хищных животных наиболее известны леопард, шакал, дикая кошка. Обилие разных насекомых, в том числе наиболее опасные: москиты (переносчики жёлтой лихорадки) и муха цеце.

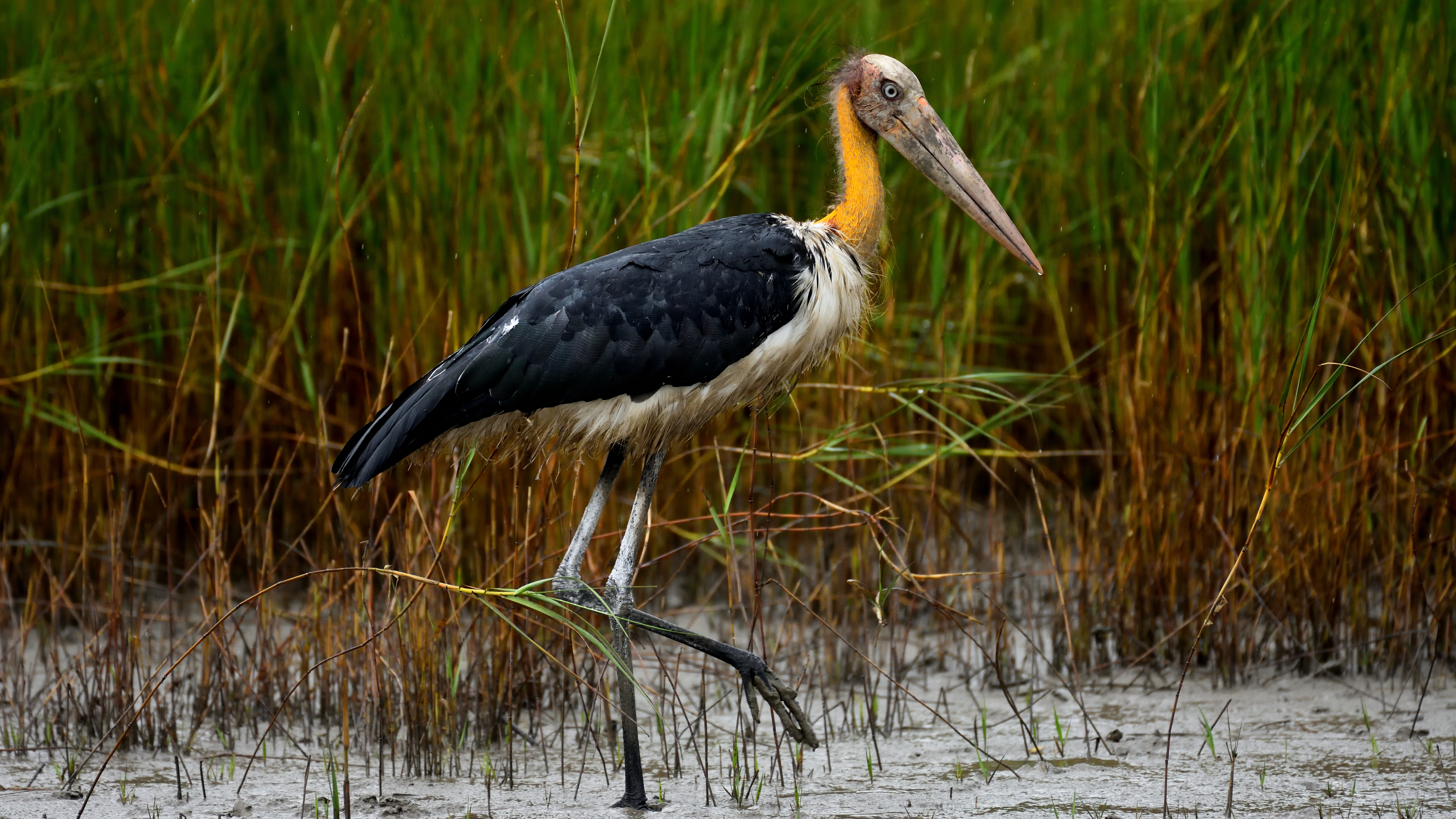
Африканский марабу
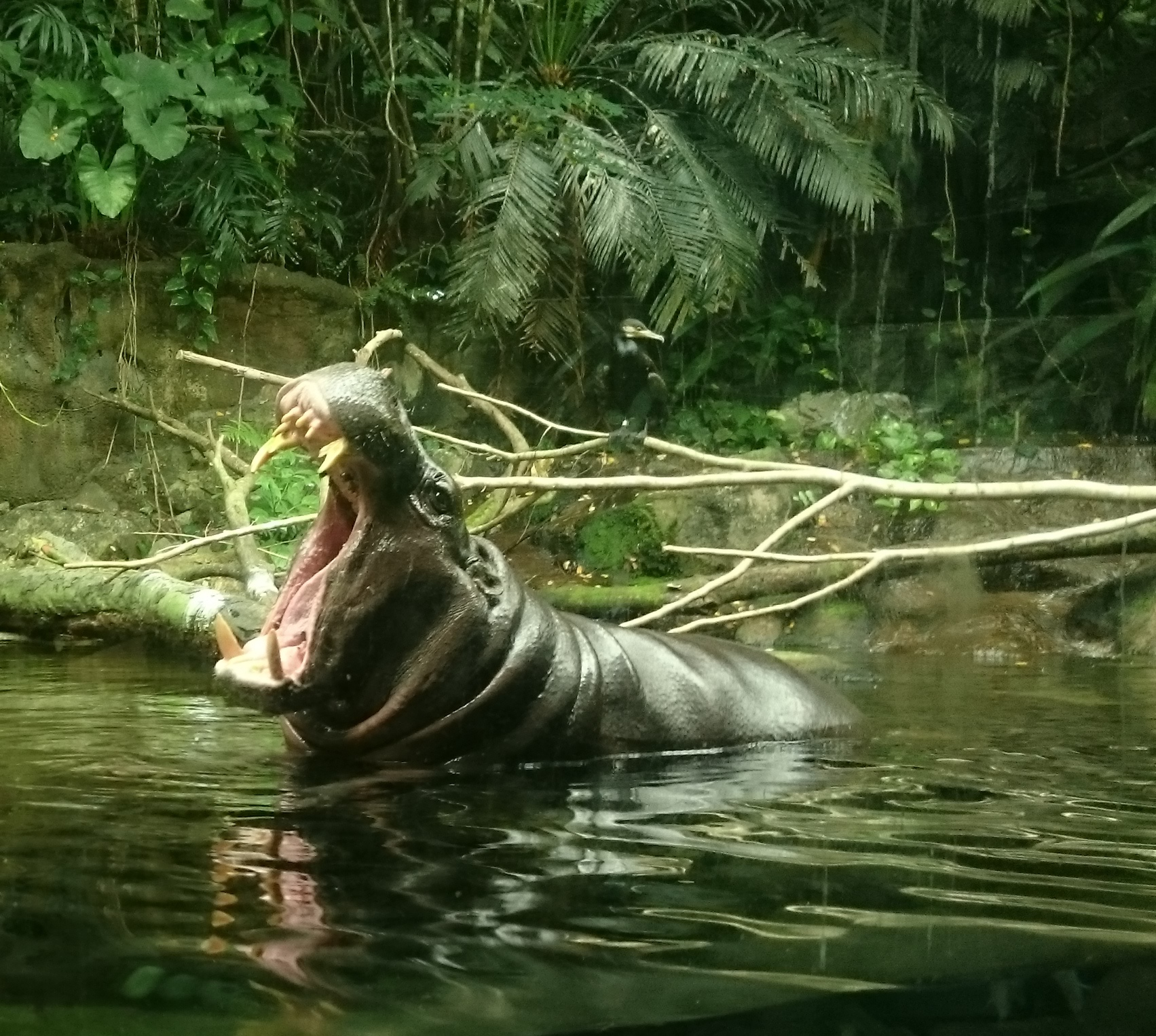
Карликовый бегемот
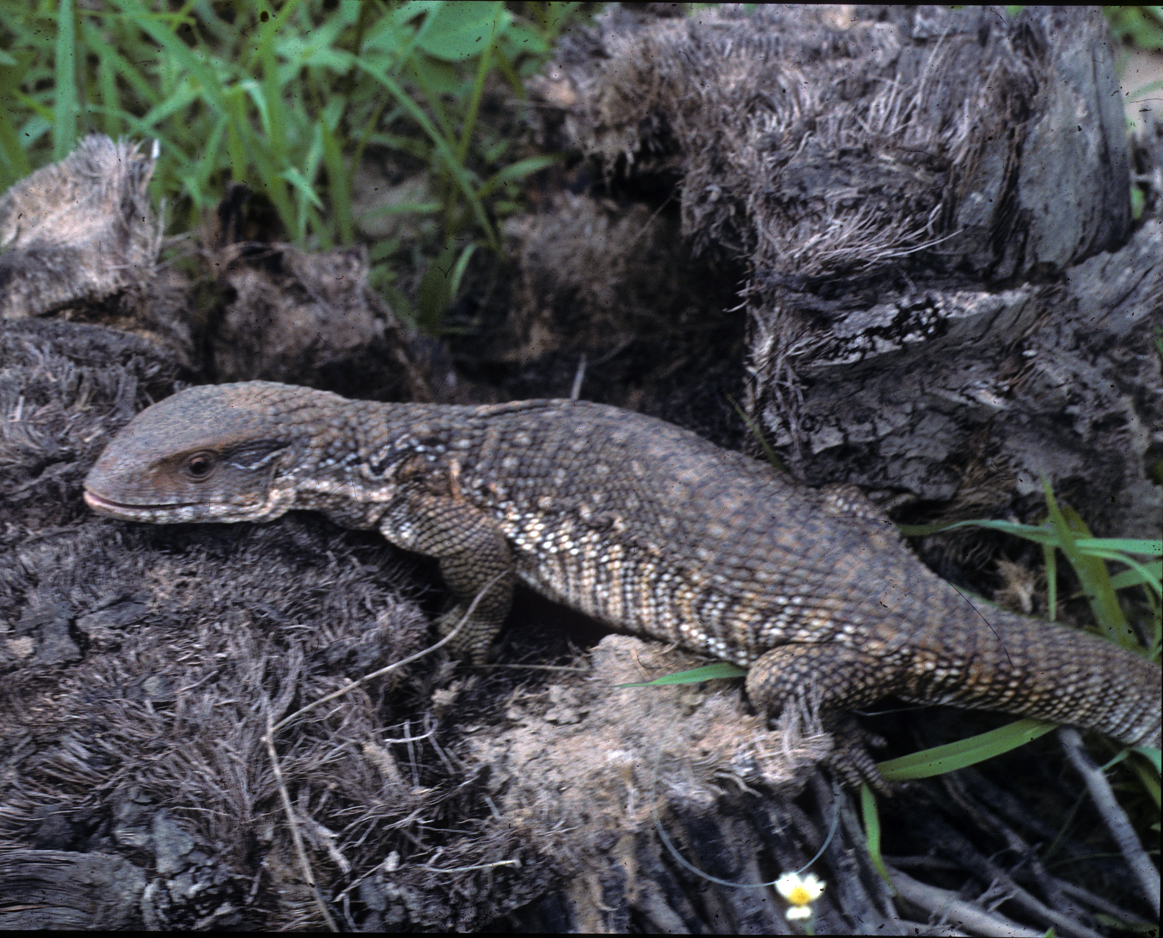
Капский варан
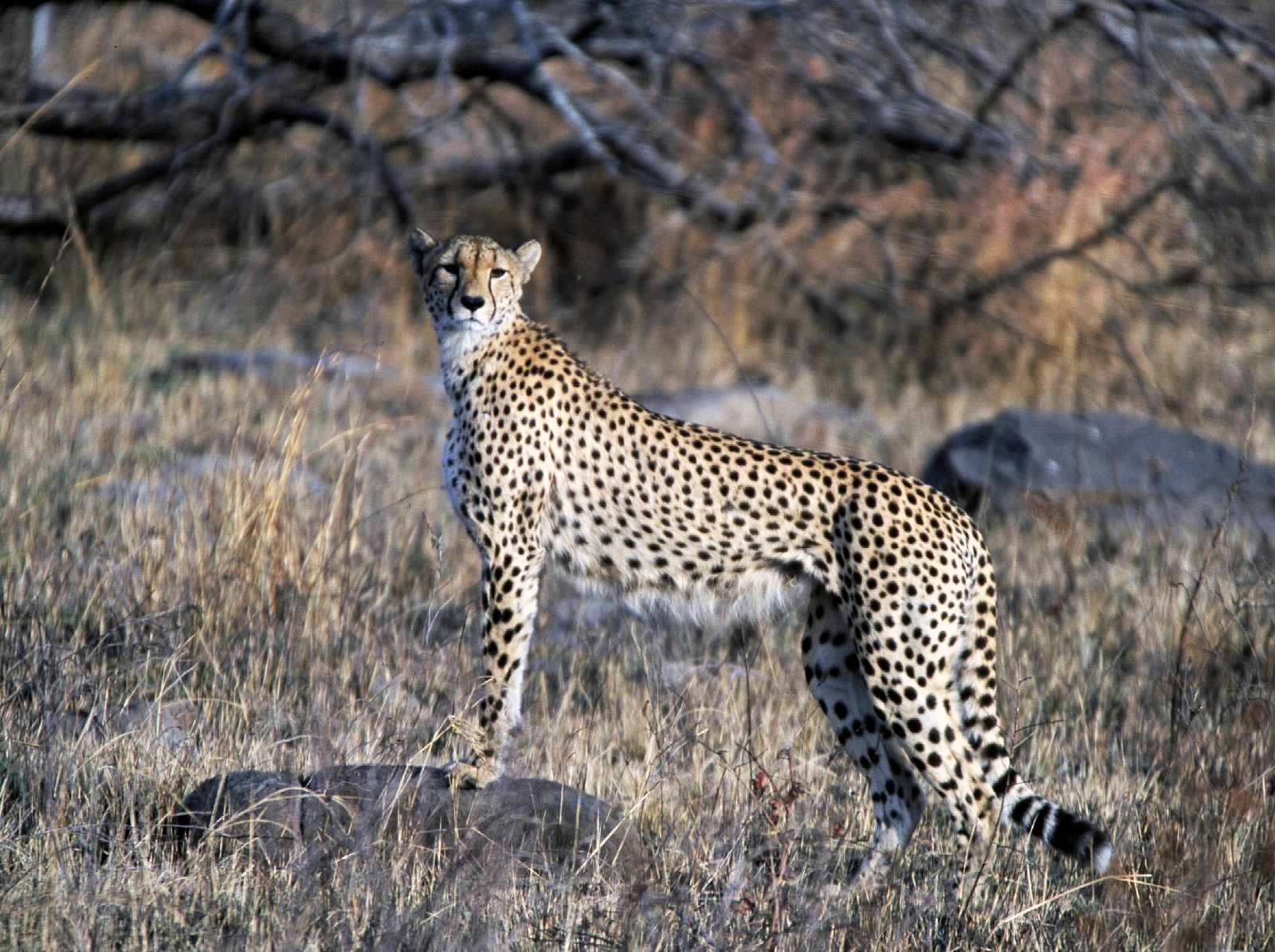
Гепард